# Chloe Sutton
Chloe Sutton (Estados Unidos, 3 de febrero de 1992) es una nadadora estadounidense especializada en pruebas de larga distancia en aguas abiertas, donde consiguió ser medallista de bronce mundial en 2008 en los 5 kilómetros en aguas abiertas.

## Carrera deportiva
En el Campeonato Mundial de Natación en Aguas Abiertas de 2008 celebrado en Sevilla (España), ganó la medalla de bronce en los 5 kilómetros en aguas abiertas, con un tiempo de 1:00:09 segundos, tras las rusas Larisa Ilchenko (oro con 1:00:04 segundos) y Ekaterina Seliverstova (plata con 1:00:07 segundos).